# Alfred W. Crosby
Alfred Worcester Crosby (* 15. Januar 1931 in Boston, Massachusetts; † 14. März 2018 in Nantucket, Massachusetts) war ein US-amerikanischer Historiker, der bis zu seiner Emeritierung 1999 an der University of Texas at Austin wirkte.

## Leben und Wirken
Crosby erhielt eine Ausbildung an der Harvard University und der Boston University, wo er seine Studien mit einer Dissertation über die russisch-amerikanischen Beziehungen in den Jahren 1793 bis 1812 abschloss. Crosby wurde dadurch bekannt, dass er in seinen geschichtlichen Analysen ökologische Faktoren thematisierte. So begründete er die Theorien zum ökologischen Imperialismus wie auch zum Columbian Exchange. Entsprechend erklärte er den Erfolg der europäischen Siedler in Amerika und Australien mit Gegebenheiten, die vor allem auf ökologischen und biologischen Faktoren beruhen. Das Werk des indischen Historikers Ramachandra Guha ist stark von den Perspektiven Crosbys beeinflusst.
Crosby wurde 1995 in die American Academy of Arts and Sciences gewählt, 2000 in die American Philosophical Society. 1987 erhielt er ein Guggenheim-Stipendium, 1995 die finnische Auszeichnung „Akademiker“.

## Werke
- Children of the Sun: A History of Humanity’s Unappeasable Appetite for Energy. W.W. Norton 2006
- Throwing Fire: Projectile Technology Through History. Cambridge University Press 2002
- The Measure of Reality: Quantification and Western Society, 1250–1600. Cambridge University Press 1997
- Germs, Seeds, and Animals: Studies in Ecological History. M. E. Sharpe 1994
- America’s Forgotten Pandemic: The Influenza of 1918. Cambridge University Press 1989, 2003
- The Columbian Exchange. Biological and Cultural Consequences of 1492. Praeger, 2003 (Erstauflage: 1972). Ausgabe 2003 online auf google.books
- Ecological Imperialism: The Biological Expansion of Europe, 900-1900. Cambridge University Press 1986, 1993, 2004